# Luteolina O-metiltransferasi
La luteolina O-metiltransferasi è un enzima appartenente alla classe delle transferasi, che catalizza la seguente reazione:
S-adenosil-L-metionina + 5,7,3′,4′-tetraidrossiflavone ⇄ S-adenosil-L-omocisteina + 5,7,4′-triidrossi-3′-metossiflavone
L'enzima agisce anche su luteolina 7-O-β-D-glucoside.